# جورج فاوست (عازف تشيلو)
جورج فاوست (بالألمانية: Georg Faust)‏ هو عازف تشيلو ألماني، ولد في 9 يوليو 1956.

## وصلات خارجية
- جورج فاوست على موقع ميوزك برينز (الإنجليزية)
- جورج فاوست على موقع أول ميوزيك (الإنجليزية)
- جورج فاوست على موقع ديسكوغز (الإنجليزية)